# Villa royale de Milan
La villa royale de Milan (en italien, Villa Reale di Milano), aujourd'hui villa comunale, connue aussi comme villa Belgioioso ou villa Bonaparte, est une villa italienne de style néoclassique construite entre 1790 et 1796 par l’architecte Leopoldo Pollack.
Située à Milan au 15 rue Palestro, près des Jardins Indro Montanelli et Porta Venezia, cette villa fut la résidence de Joachim Murat, maréchal de Napoléon Ier, du vice-roi Eugène de Beauharnais, du général des armées autrichiennes Heinrich Johann de Bellegarde, de Napoléon III et du maréchal Jean-Baptiste Philibert Vaillant.
Aujourd'hui, la villa accueille la Galerie d'art moderne de Milan.

## Histoire
Réalisée entre 1790 et 1796 en style néoclassique milanais d'après les plans de l'architecte autrichien  Leopoldo Pollack (it), collaborateur de Giuseppe Piermarini, puis complétée avec la décoration du rez-de-chaussée par Giocondo Albertolli, la villa devait être la résidence du comte Louis-Charles-Marie de Barbiano et Belgiojoso, qui en avait choisi l'emplacement stratégique entre le centre de la ville et le corso di Porta Orientale (aujourd'hui Corso Venezia), par lequel on accédait à Milan depuis Vienne. Mais après la mort de Belgiojoso et donc peu de temps après sa construction, elle fut vendue par ses héritiers à la France par le truchement de la République italienne et devint la résidence du gouverneur militaire de Milan, Joachim Murat. Elle comporte aux fenêtres de ses deux façades des statues et bas-reliefs de sujets mythologiques que les mêmes artistes alors employés à la façade du Dôme de Milan effectuèrent à partir des suggestions du poète d'inspiration néo-classique Parini. En 1804 la villa fut achetée par le vice-président de la République Italienne, Melzi d’Eril, qui la donna à Napoléon Ier. En 1806 elle devint la résidence du fils adoptif de Napoléon, Eugène de Beauharnais, et de sa femme, Augusta-Amélie de Bavière, qui s'employèrent à en faire décorer l'étage noble: ainsi en 1811 Andrea Appiani y peignit il Parnaso (le Parnasse) au plafond de la salle à manger située au premier étage. La villa devint en 1815 la résidence du gouverneur autrichien Heinrich Johann de Bellegarde (auquel succédèrent Saurau, Strassoldo, Hartig...). Le 6 août 1849, le Traité de paix de Milan fut signé dans la villa en présence du maréchal Radetzsky. Au cours de la deuxième moitié du XIXe siècle, elle fut la résidence de Napoléon III et du maréchal Jean-Baptiste Philibert Vaillant, commandant de l'armée française en Italie à la veille de l'Unité.
Après l'Unité la Villa reale passa à la Couronne d'Italie. Depuis 1920 elle fait partie du domaine public communal et, en 1921, elle devint le siège de la Galerie d'art moderne de Milan.

## Les jardins[3]
Les jardins de la villa royale de Milan sont des jardins à l'anglaise, situés devant la villa, qui s'étirent sur 19 000 m2. Ils furent projetés par le botaniste italien Ercole Silva et ouverts au public entre 1935 et 1938.
Le parc est traversé par un cours d'eau issu d'une cascade qui se jette dans un étang allant jusqu'à un petit temple.

## Galerie

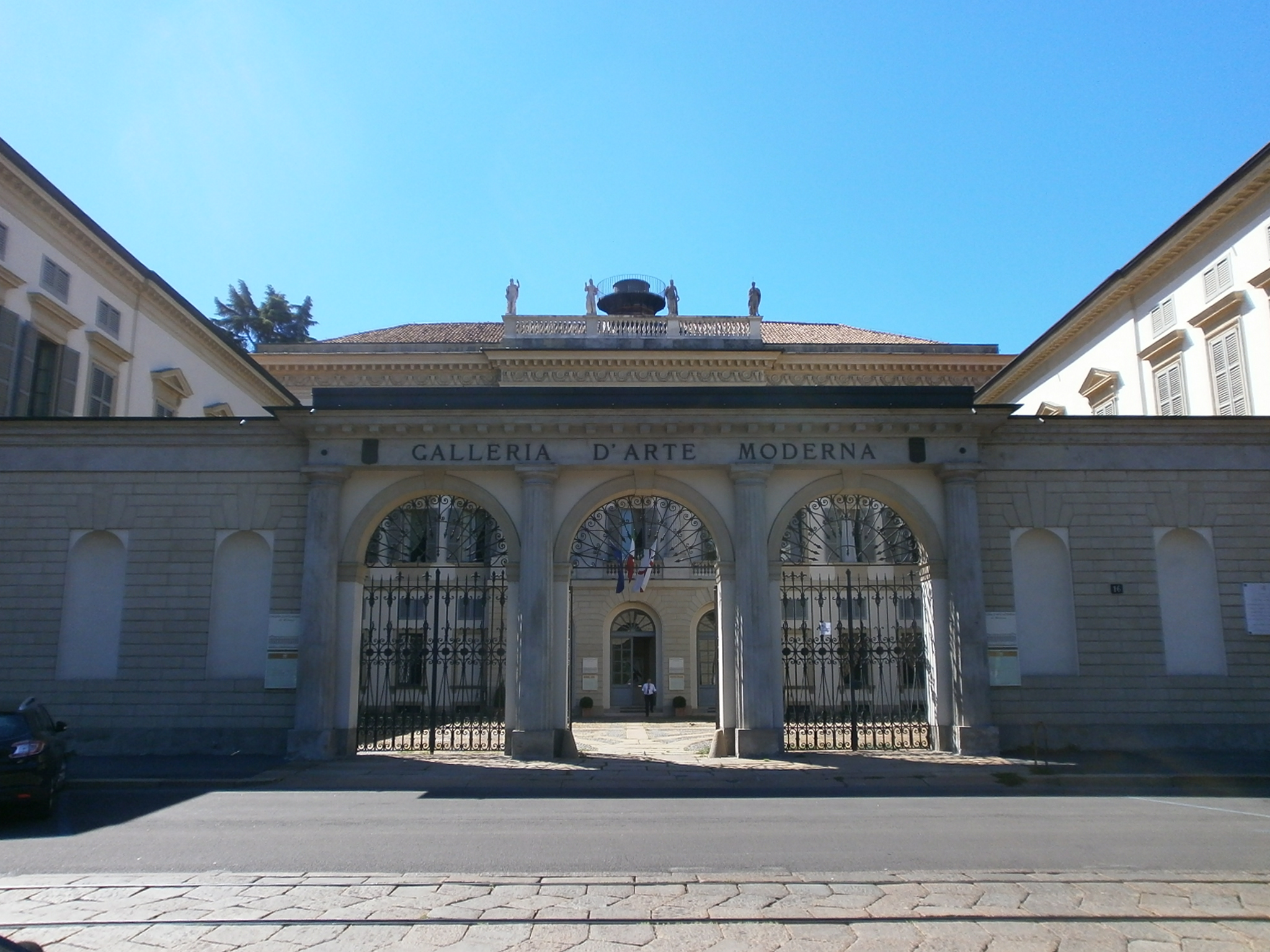
Entrée principale de la Galerie d'art moderne.
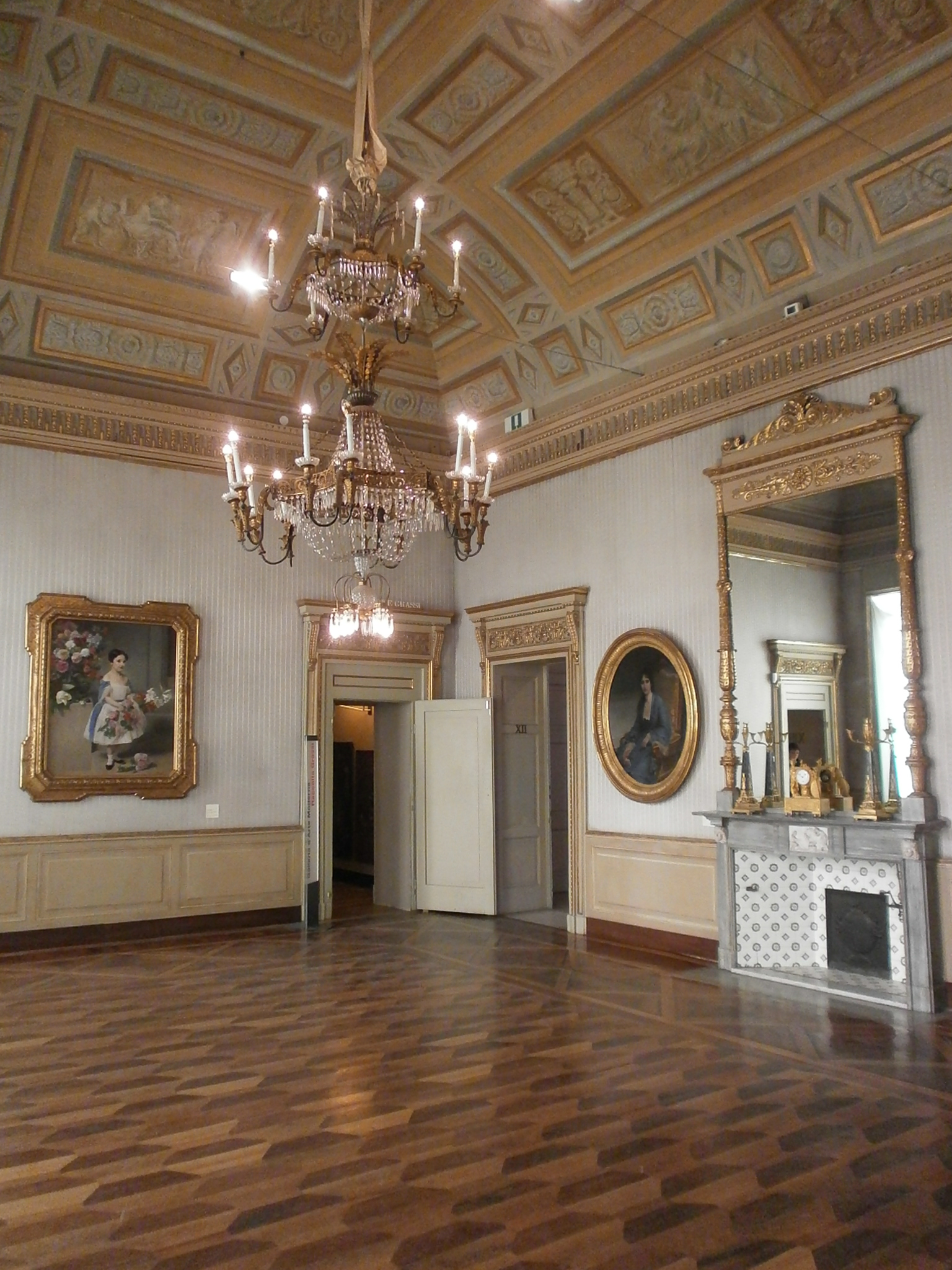
Un des salons de la villa royale.
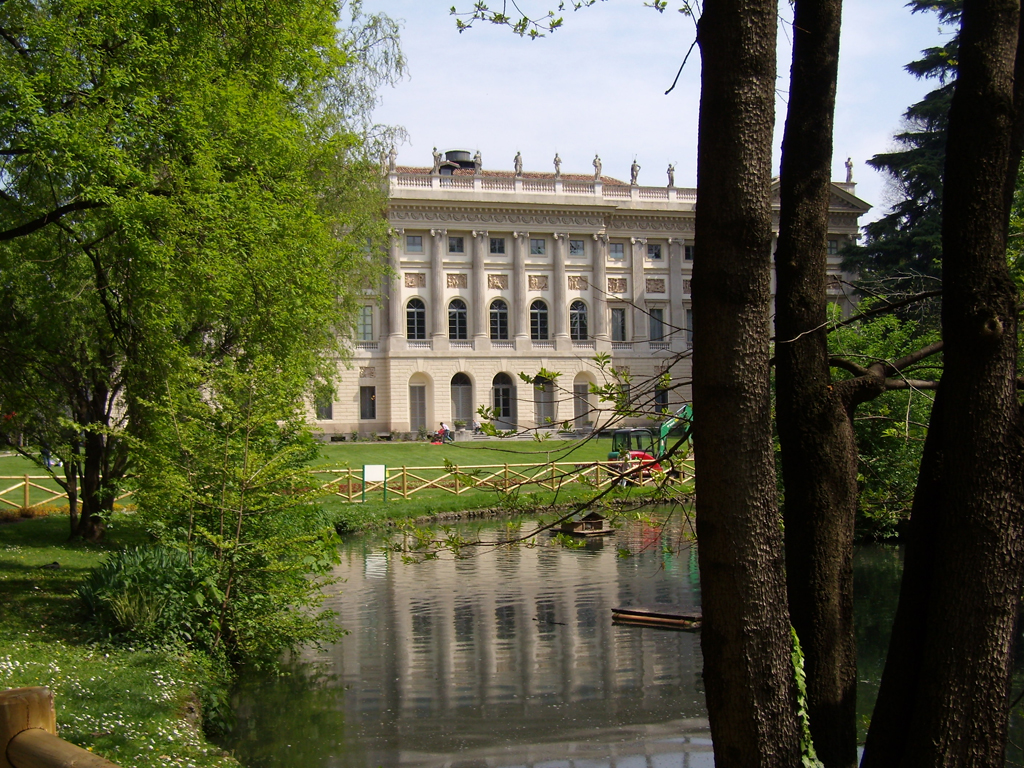
La villa royale vue des jardins.
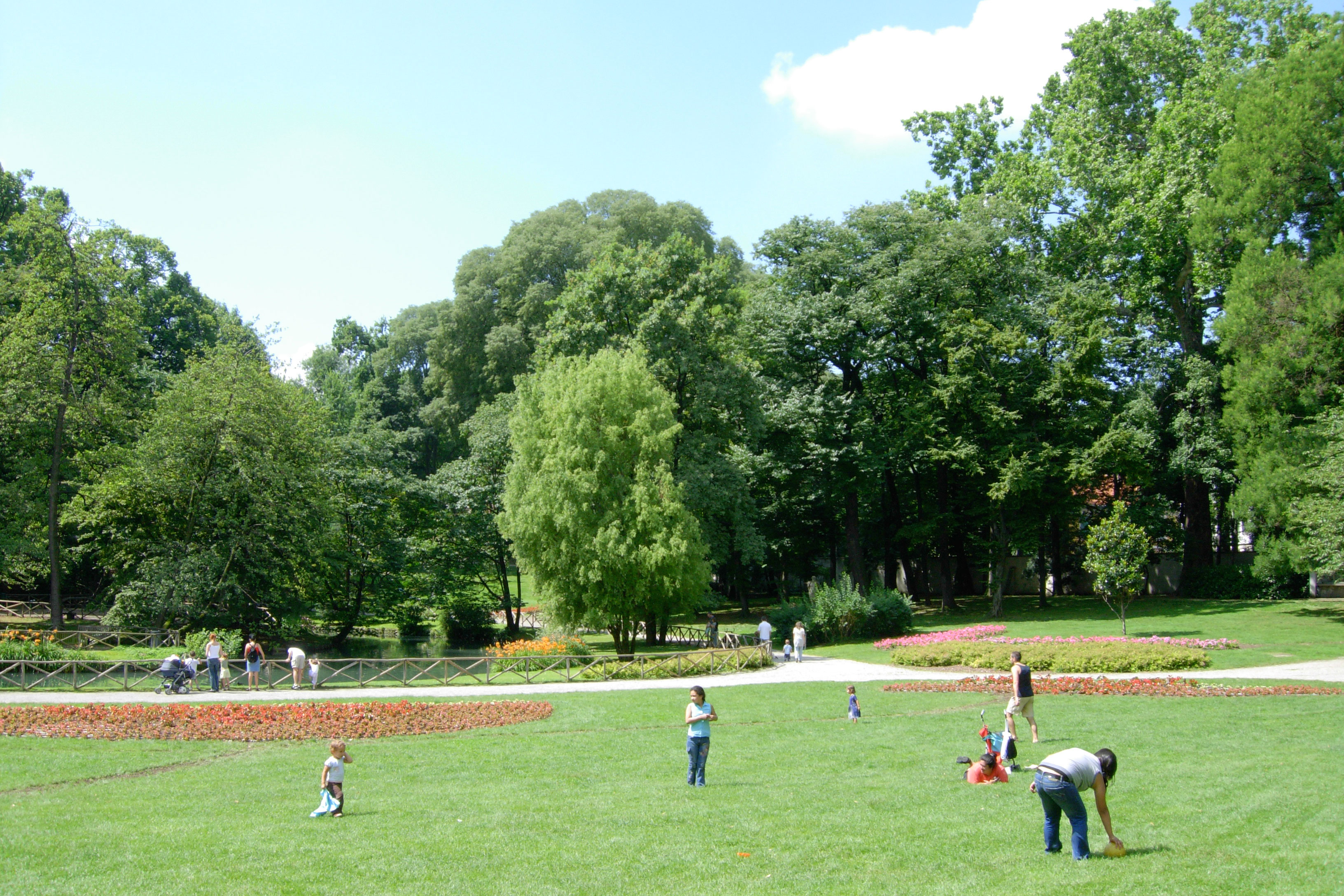
Les jardins de la villa royale.
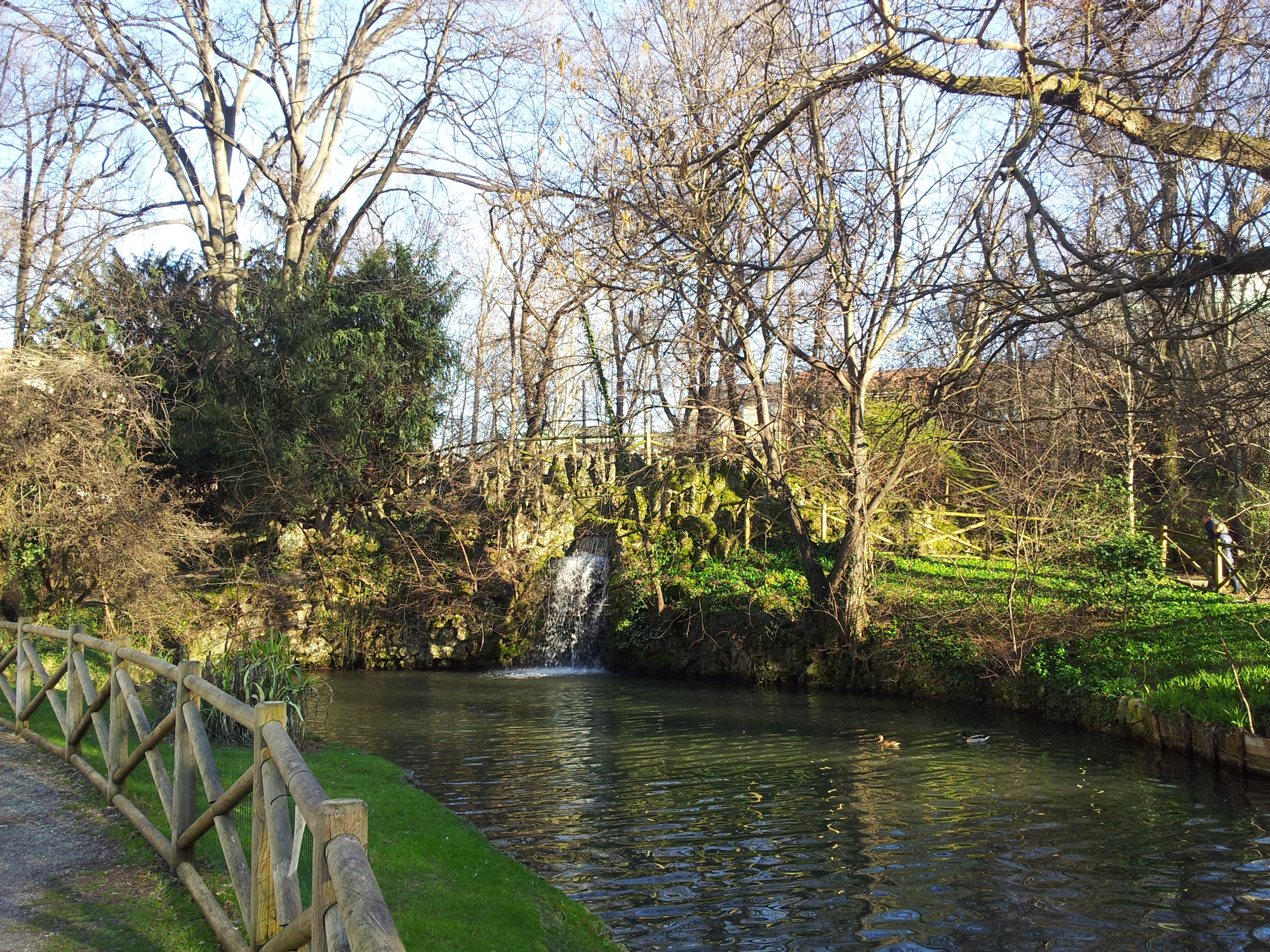
La cascade.

## Source de la traduction
- (it) Cet article est partiellement ou en totalité issu de l’article de Wikipédia en italien intitulé « Villa Reale di Milano » (voir la liste des auteurs).